# Закон збереження маси
Зако́н збере́ження ма́си — закон, що постулює збереження сумарної маси всіх речовин у замкненій системі, не зважаючи на будь-які внутрішні процеси. Цей закон працює лише в класичній фізиці, коли релятивістські ефекти невеликі.
З точки зору атомно-молекулярного вчення закон збереження маси речовин пояснюється тим, що під час хімічних реакцій загальна кількість атомів окремих елементів залишається незмінною, бо при хімічних перетвореннях речовин атоми не зникають безслідно і не утворюються з нічого, а тільки перегруповуються з молекул одних речовин у молекули інших речовин. Цей закон є основним для хімії і всього природознавства. Усі хімічні перетворення в природі відбуваються згідно з ним, і всі розрахунки в хімії ґрунтуються на ньому.
Закон збереження маси справедливий для будь-яких хімічних перетворень у замкненій системі, але при ядерних перетвореннях він набирає специфічних рис.
Математично закон збереження маси виражається рівнянням неперервності.

## Релятивістська фізика
У релятивістській фізиці маса частинки невідривно зв'язана з її енергією спокою співвідношенням Ейнштейна {\displaystyle E_{0}=mc^{2}\,}. Для інваріантної маси закону збереження не існує. Наприклад, при достатній енергій гамма-квант (частинка із нульовою масою) може (при участі третього тіла, яке відбирає частину імпульсу) розпастися на електрон і позитрон — дві частинки із ненульовою масою. Натомість можна говорити про збереження маси-енергії.

## Історія
Ще Демокріт сприйняв принцип збереження буття: «ніщо не виникає з нічого», сформульованого Меліссом і повтореного Анаксагором, який узгодив з вічністю часу і руху. Перші формулювання цього закону зустрічаються, наприклад, у відомій роботі Лукреція Тіта Кара «Про природу речей» (лат. De rerum natura).
Інокентій Гізель (1600 (?) — 1683) першим з відомих професорів Києво-Могилянської Колегії у лекціях висував тезу про незнищенність речовини, суттєво випередивши цим у нові часи Лавуазьє. Олена Апанович зазначає, що саме він "у лекціях висував тезу про незнищенність речовини". Тобто, за Апанович, Гізель уже в XVII ст. проговорював, що в закритій системі загальна кількість речовини незмінна (основа закону збереження маси);
У російській та радянській літературі закон також часом відомий під назвою «закону Ломоносова—Лавуазьє», оскільки, відповідно до російських джерел, першим його висловив саме перший російський вчений з європейською освітою — Михайло Ломоносов. У 1748 році він записав таку сентенцію: «… всі зміни, що трапляються в натурі, такого суть стану, що скільки чого в одного тіла відніметься, стільки додається до іншого, так, якщо де трохи зменшиться матерії, то збільшиться в іншому місці…». Втім, сам Ломоносов ніяк не намагався довести цей принцип експериментально й навіть не сформулював його як окремий закон у своїх друкованих роботах. Більш того, описуючи свій внесок до науки, він цей закон не зазначив.
1789 року французький вчений Антуан Лавуазьє ясно й однозначно сформулював цей закон так:
|  | Маса (вага) речовин, що вступають в реакцію, завжди дорівнює масі (вазі) речовин, які утворюються в результаті реакції. |